# Euryopis coki
Euryopis coki är en spindelart som beskrevs av Claude Lévi 1954. Euryopis coki ingår i släktet Euryopis och familjen klotspindlar. Inga underarter finns listade i Catalogue of Life.